# Mionochroma vittatum
Mionochroma vittatum är en skalbaggsart som först beskrevs av Fabricius 1775. Mionochroma vittatum ingår i släktet Mionochroma och familjen långhorningar.
Artens utbredningsområde är:
- Belize.
- Guatemala.
- Guyana.
- Haiti.
- Honduras.
- Nicaragua.
- Panama.
- Surinam.
- Venezuela.

Inga underarter finns listade i Catalogue of Life.